# К-469
К-469 — советская многоцелевая атомная подводная лодка проекта 671В «Ёрш».

## История
Заложена 5 сентября 1973 года в Ленинграде по проекту 671В, предназначалась для Тихоокеанского флота. В июле 1974 года переведена по Беломорско-Балтийскому каналу в Северодвинск. К-469 была принята экипажем капитана 2 ранга Макаренкова Олега Борисовича. Проходила ходовые, швартовные испытания в Северодвинске. Вошла в состав 3-й дивизии подводных лодок Северного флота (Западная Лица). В 1975 году командир К-469 назначен оперативным дежурным Центрального командного пункта ВМФ, а на его место назначен капитан 2 ранга Урезченко Виктор Семенович.
В 1976 году в составе тактической группы совместно с подводной лодкой К-171 совершила групповой межтеатровый переход на Тихий океан через пролив Дрейка. По итогам похода командир тактической группы Коробов В. К., старший на борту К-469 Соколов В. Е. и командир БЧ-5 К-469 Петров И. Д. были удостоены звания Герой Советского Союза.
В 1993 году выведена из состава флота, отстаивалась в бухте Павловского.